# Zanzibári vöröskolobusz

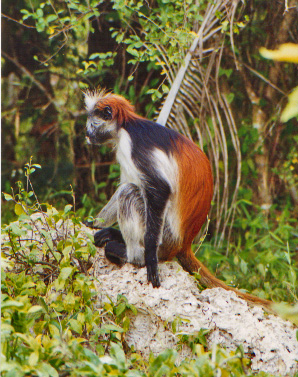

A zanzibári vöröskolobusz  (Piliocolobus kirkii) vagy más néven (Procolobus kirkii) a cerkóffélék (Cercopithecidae) családján belül a karcsúmajomformák (Colobinae) alcsaládjába tartozó Procolobus nem egyik faja.

## Elterjedése
A Tanzániához tartozó Zanzibár-szigeteken fordul elő.
A legtöbb egyed a főszigeten, Unguja szigetén él, de Pemba szigetén is él egy kisebb populáció.
Erdőkben élő faj, nem ragaszkodik kizárólagosan az elsődleges erdőkhöz, az erdőirtások után felnövekvő másodlagos erdőkben is előfordul. A sziget közepén levő yozani erdőben él védett pooulációja.

## Megjelenése
Testhossza 45-65 centiméter, farokhossza 58-77 centiméter, testtömege 5,2 és 12 kg közötti. A hímek lényegesen nagyobbak, a nőstényeknél.
Hosszú farka van, de nem kapaszkodok a faágban.
Szőrzete a hátán feketés és sötétvörös, karjai és vállai fekete színűek.
Hasa fehér vagy világosbarna.
Arca csupasz, arcbőre fekete színű. arcát egy fehér színű szőrkoszorú veszi körül.
|  |

## Életmódja
Nappali életmódú, elsősorban fákon élő faj. Nagy, olykor 50 egyedből is álló csoportokban él. Egy-egy csoportban több hím és élhet együtt, de számukat kétszeresen-háromszorosan haladják meg a nőstények.
Gyümölcsökkel, levelekkel, virágokkal és magvakkal táplálkozik.

## Természetvédelmi állapota
Az élőhelyének megsemmisítése és az orvvadászat fenyegeti. Összpopulációját 1000 és 1200 egyed közöttire becsülik.
Ezért az Természetvédelmi Világszövetség vörös listáján a „veszélyeztetett” kategóriába sorolja.

## Fordítás
- Ez a szócikk részben vagy egészben  a   Zanzibar Red Colobus című angol Wikipédia-szócikk fordításán alapul.  Az eredeti cikk szerkesztőit annak laptörténete sorolja fel. Ez a jelzés csupán a megfogalmazás eredetét és a szerzői jogokat jelzi, nem szolgál a cikkben szereplő információk forrásmegjelöléseként.